# Hindustan Contessa
«Hindustan Contessa» — выпускавшийся в 1982—2002 годах автомобиль индийской компании Hindustan Motors основанный на снятой с производства английской модели Vauxhall Victor, выпускавшейся в 1976—1978 годах.
В 1980—1990-х годах это был один из немногих автомобилей класса люкс на рынке Индии — из конкурентов были только недолго выпускавшийся в 1985—1988 годах Standard 2000 и выпускавшийся уже в 1990-е Premier 118 NE. Модель была популярна среди правительственных чиновников.

## История
К концу 1970-х годов Hindustan Motors в дополнение к выпускавшемуся, но уже тогда устаревшему Hindustan Ambassador приобрёл производственное оборудование и технологии для выпуска английской модели Vauxhall Victor серии VX, выпускавшейся в 1972—1978 годах. Производственная линия была установлена рядом с линией по выпуску Ambassador в Уттарпаре недалеко от Калькутты, и первые тестовые автомобили были выпущены в 1982 году. Серийное производство началось весной 1984 года.
Для удержания цены на машину на низком уровне на неё ставился тот же двигатель, что и на Hindustan Ambassador — 1.5 литровый мотор BMC B-series мощностью всего в 50 л. с., а также та же четырёхскоростная коробка передач — при положительных отзывах о салоне и мягкости подвески, отмечалось резко недостаточная мощность двигателя, автомобиль мог разгоняться только до 125 км/ч.
В 1990 году, когда Hindustan Motors стал сотрудничать с японской компанией Isuzu, двигатель был заменён на 1.8 литровый двигатель Isuzu 4ZB1 и пятиступенчатую коробку передач, теперь максимальная скорость составляла 160 км/ч. Эта версия получила название Contessa Classic и имела огромный успех — несмотря на то, что модель была основана на дизайне 1970-х годов, остававшемся неизменным на протяжении всего времени выпуска. Производитель вносил дополнительные функции, такие как впрыск топлива, электрические стеклоподъемники, усилитель руля, толстые бамперы, модернизированные фары, кондиционер и т. д., и автомобиль оставался привлекательным для премиум-класса.
В 1995 году добавилась версия с дизельным двигателем Isuzu 4FC1 объемом 2.0 литра, через несколько лет дополненным турбиной, что снова принесло модели мгновенный успех. Однако, после появления более современных автомобилей от пришедших на рынок компаний GM, Ford, Fiat, и обновлении модельного ряда местных автопроизводителей — Tata и других, спрос на Hindustan Contessa начал ослабевать, а в конец 1990-х рост цен на бензин сместил спрос в сегмент экономичных автомобилей.
Производство модели было свернуто в 2002 году (по другим данным — в 2004 году).